# モジュラーロケット

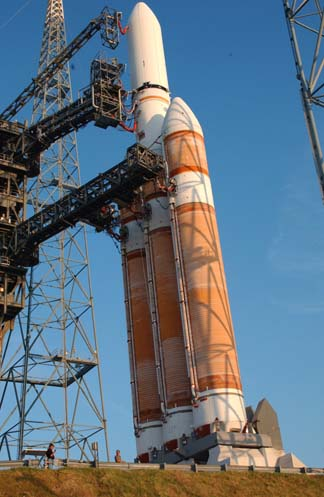
デルタ IV ヘビーの特徴は3本のコモン・ブースター・コアである。;中央の1本は1段目として使用され、両側の2本は補助ロケットとして使用される。

モジュラーロケットは多段式ロケットの形態の一つであらかじめ規格化された複数の構成する部材の組み合わせを変える事で多様な打ち上げ用途に応じる事が出来る。このようなロケットのいくつかは製造単価や輸送費用や打ち上げ支援設備の経費を最小化する為に規格化されたモジュールを使用する事により類似点がある。

## 特徴

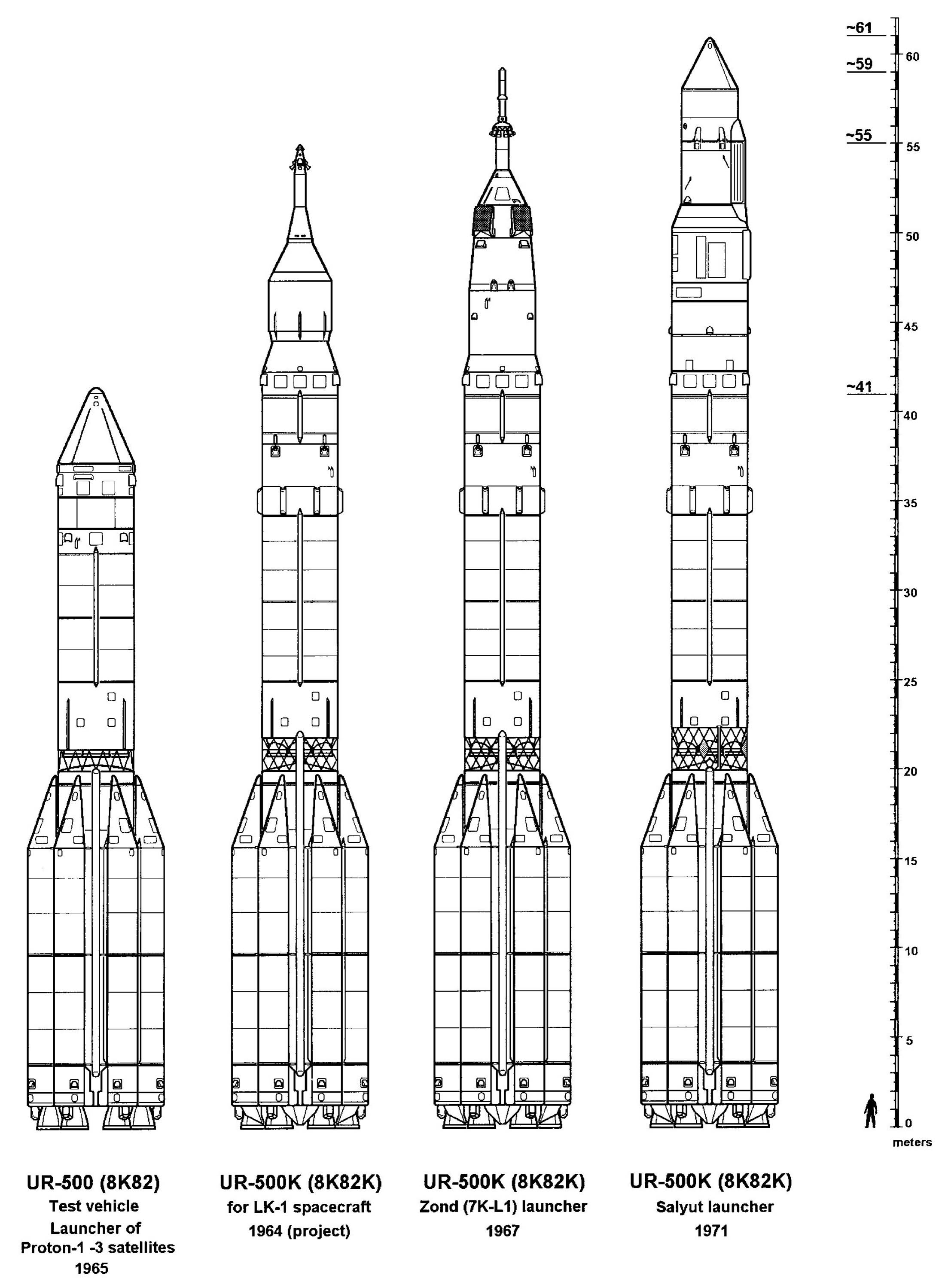
UR-500 プロトン・ロケット　初期設計図

規格化されたモジュールを様々な打ち上げ需要に応じて組み合わせる事により、規模の経済により、量産効果による生産性の向上、価格低減が期待できるため製造費用、輸送費用、打ち上げ準備の支援費用、準備期間を抑えることができる。概念そのものは目新しいものではなく、宇宙開発黎明期のソビエトでも既に導入されていた。

## モジュラーロケットの例

### ユニバーサル・ロケット
URシリーズとしてUR-100、UR-200、UR-500、UR-700、UR-900が計画され、UR-100は大陸間弾道ミサイルを経て人工衛星打ち上げ用のストレラやロコットに転用され、UR-500は後にプロトンロケットになった。

### アトラス V
アトラス V 発展型使い捨てロケットは液体燃料ロケットによるコモン・コア・ブースターを1段目として使用する。大半の仕様においては1本のCCBを固体燃料補助ロケットと共に使用する。より重いペイロードの輸送には3本のCCBを1段目に束ねて使用する。CCBはRP-1と液体酸素を推進剤とするロシア製の推力3.8メガニュートン (850,000 lbf) のRD-180エンジンを使用する。液体推進剤タンクは従来の加圧によって形状を維持するタンクではなくアイソグリッド構造による強度設計に置き換えられた。
コモン・コア・ブースターの全長は89フィート (27 m) で直径は12.5フィート (3.8 m) である。

### デルタ IV
デルタIVは複数の仕様の1段目として液体推進剤のコモン・ブースター・コアを使用する。1本または3本の液体燃料モジュールが1段目として使用される。大半のCBCでは周囲にSRBを備えたり、備えない場合がある。ヘビー仕様では3本のCBCを使用する。CBCは推力2.9メガニュートン (650,000 lbf) の液体水素と液体酸素を推進剤として使用するロケットダイン製のRS-68エンジンが使用される。

### アンガラ
ユニバーサル・ロケット・モジュール (URM) はアンガラロケットのモジュラー式の液体燃料ロケットの1段目である。仕様に応じて1段目は1,3,5または7本のURMで構成される。それぞれのURMはRP-1と液体酸素を推進剤とするロシア製の推力1.92メガニュートン (430,000 lbf) のRD-191エンジンを使用する。

### ファルコン ヘビー
ファルコンヘビー打ち上げ機は標準的なファルコン9の中央コアの両側に2本の延伸されたコアステージを液体燃料補助ロケットとして備えた仕様である。それぞれのコアはRP-1と液体酸素を推進剤とするそれぞれの推力が5.6メガニュートン (1,300,000 lbf) の9基のマーリン1Dエンジンを備える。3本すべてのブースターコアは再使用する予定である。
分離後、両側のコアの中央部のエンジンは軌道を制御するために数秒間、燃焼を継続する。

#### 推進剤クロスフィード
ファルコンヘビーでは独特の推進剤クロスフィード能力を備え、推力と燃費の両立を図った。
ロケット発射時のエンジン推力は重量を上回る必要があるため、3本あるブースターすべてのエンジンを点火するほうが有利である。上昇に伴って推進剤が消費されて軽くなると、過剰なエンジンを投棄するほうが有利となる。
そこで発射時には両側のブースターの推進剤が中央のブースターの9基のエンジンのうち3基に供給するように計画された。これにより中央ブースターの推進剤の2/3を節約できる。両側のブースターの推進剤が消費されて空になると分離されて、残った中央ブースターの推進剤とエンジンで上昇を続ける。
これにより空中での始動の失敗を憂慮しなくてもよい。従来の3段式の構成であればファルコンヘビーと同等の打ち上げ能力を得る場合には1段目に27基、2段目に9基のエンジンが必要になるのに対し、ファルコンヘビーは合計27基なので9基分の費用を節約する事が可能である。推進剤の供給系統を簡略化できる。
この段システムは普及したシミュレーションゲームのKerbal Space Program内で"アスパラガス段"と称される。この語彙はゲームのコミュニティの外でも有名だが、Tom Logsdonの軌道力学の本の中で提案されたブースターの設計に由来する。技術者のEd Keithは創作者として帰属する設計を"アスパラガス-stalk ブースター"と呼んだ。(Logsdon, Tom (1998), Orbital Mechanics - Theory and Applications).
しかし、推進剤クロスフィードには大幅な設計変更が伴うなど技術的難度も高く、ファルコンヘビー初号機での採用は見送られた。

### OTRAG
規格化された"Common Rocket Propulsion Units" (CRPU) と称する小型ロケットを束ねる事によって需要に応じた打ち上げを行う。
1970年代にドイツで考案され、アフリカで試験機の打ち上げに成功したが技術的、政治的理由により実用化には至らなかった。

### Neptune
アメリカのInterorbital Systemsが検討中のNeptuneは1970年代のOTRAGの概念を踏襲するもので規格化された"Common Propulsion Modules" (CPM) という名称の小型ロケットを束ねる事によって需要に応じた打ち上げを行う。Neptune 7 (N7) では 1段目には4基、2段目には2基、3段目には1基のCPMがそれぞれ使用される。CPMは1基の発煙硝酸とテレピン油を推進剤とする加圧供給式アブレーション冷却のGPRE-7.5KNTAエンジンを備える。N7の操舵は対角線上にある各エンジンの出力を加減することで実施する。35kgの軌道投入能力を有するNeptune 5 (N5) では4基のCPMを1段目、1基のCPMを2段目、固体燃料ロケットを3段目に使用する。最初のN7の打ち上げでは総重量50kgの24機までの超小型人工衛星の軌道投入を予定する。

## ギャラリー

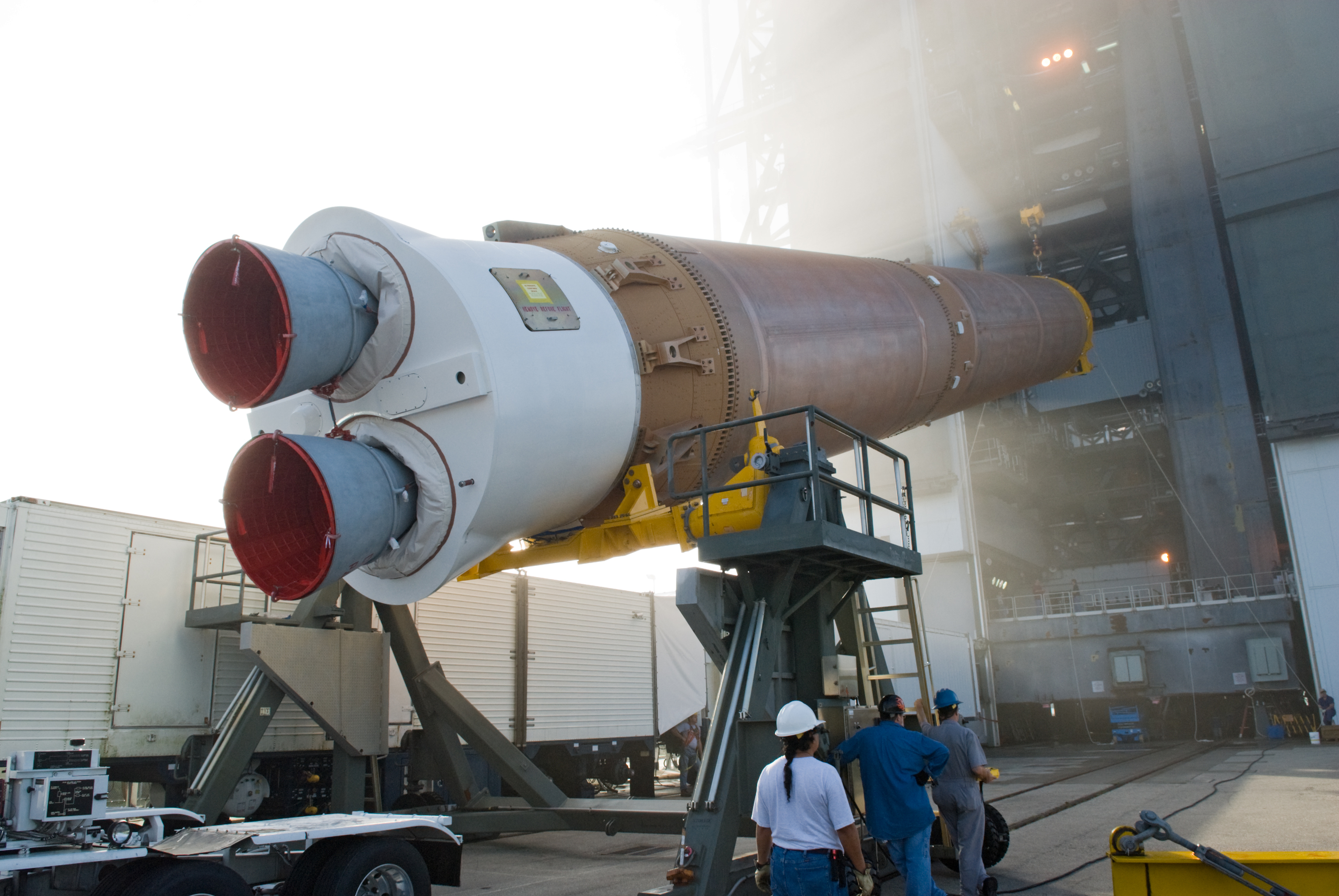
SDOを打ち上げる為に準備中のアトラス VRD-180エンジンを備える。
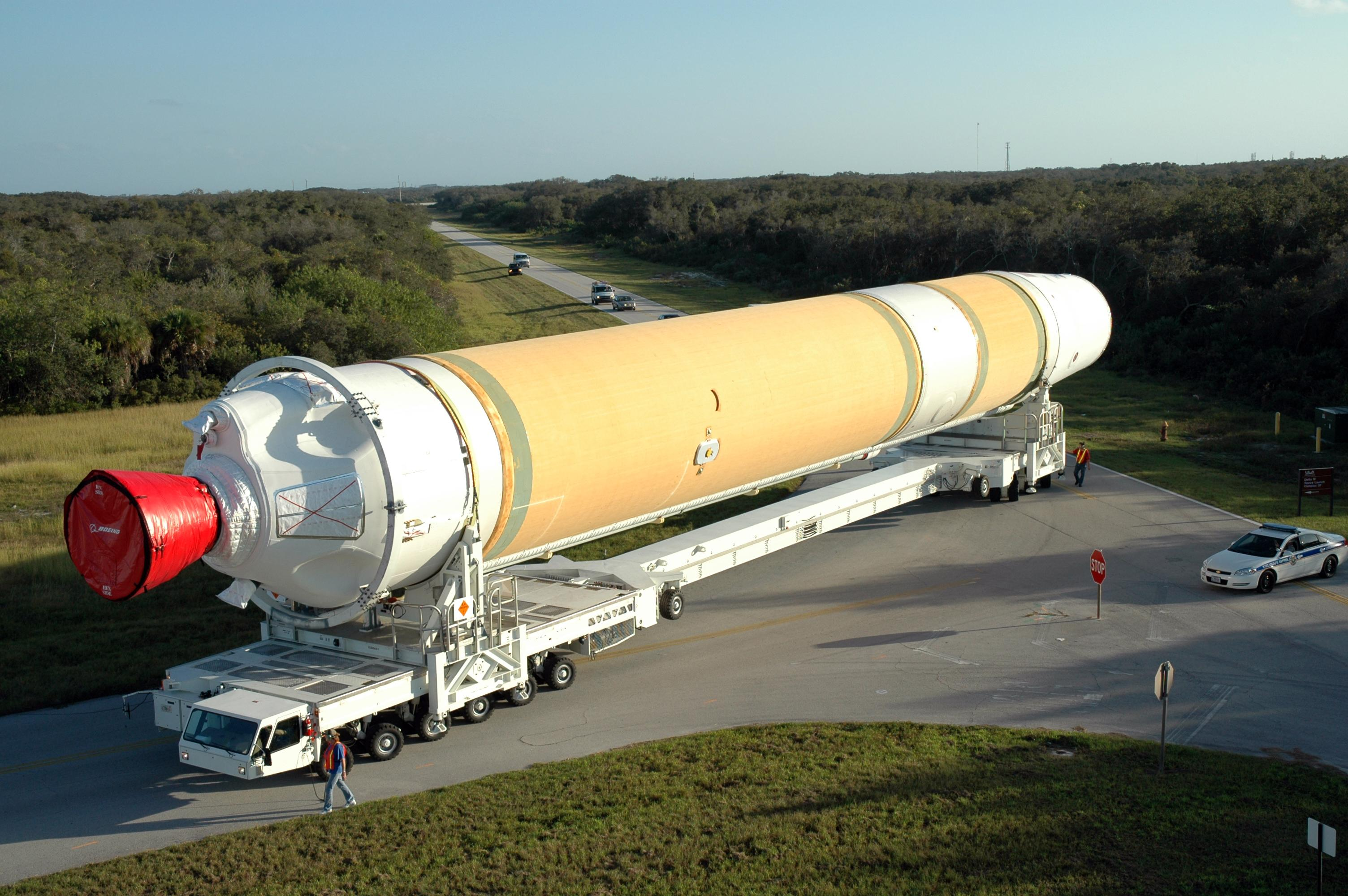
気象衛星GOES 14を打ち上げるデルタIV。RS-68エンジンを備える。
ファルコン9と3本の液体燃料コアで構成されるファルコン9ヘビー
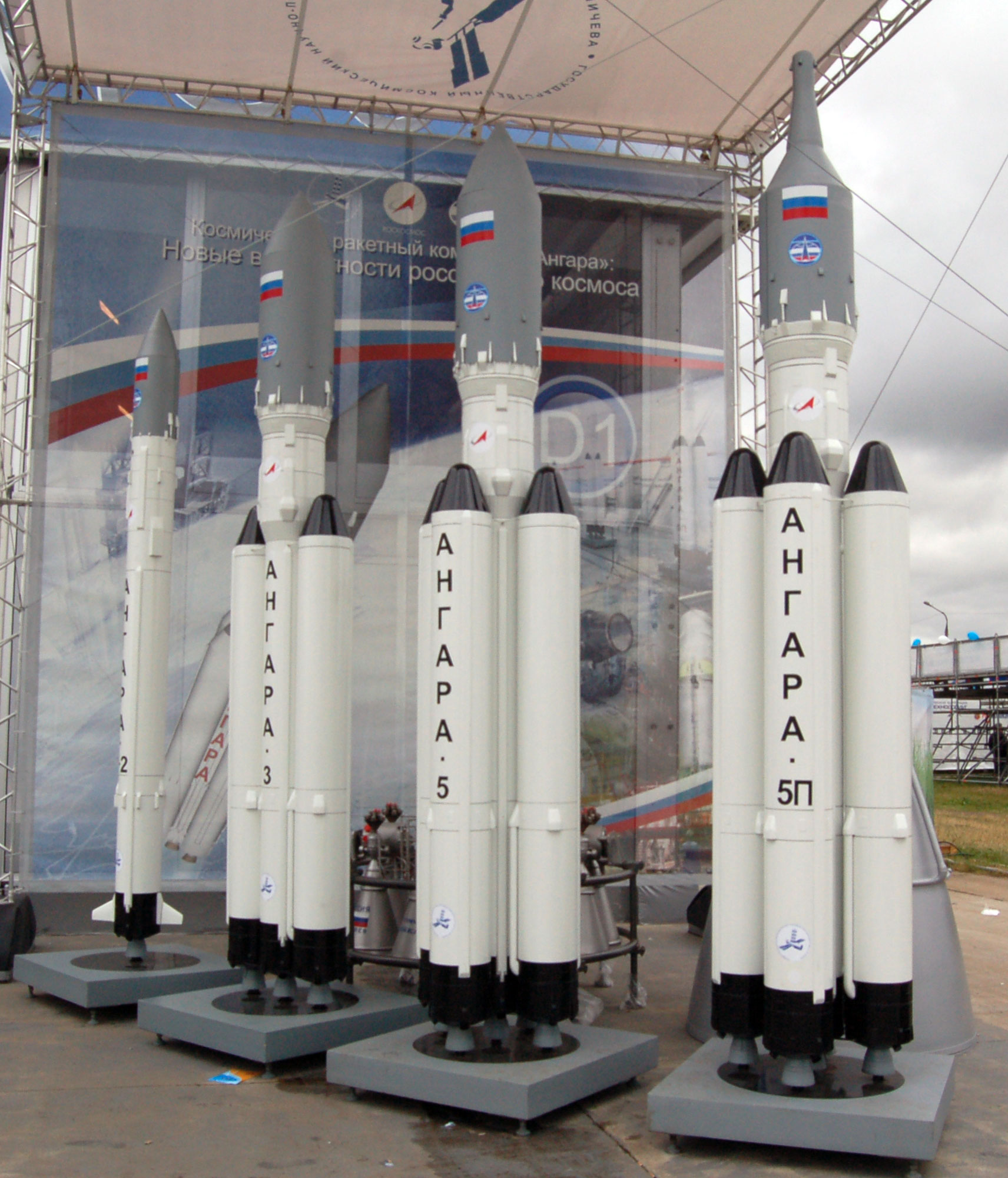
MAKS-2009で展示されたアンガラ・ロケットの模型